# THE IDOLM@STER CINDERELLA MASTER 3chord
『THE IDOLM@STER CINDERELLA MASTER 3chord』（アイドルマスター シンデレラマスター スリーコード）は、2019年11月13日より日本コロムビアからリリースされているCDシリーズ。

## 概要
『アイドルマスターシンデレラガールズ』のライブツアー「THE IDOLM@STER CINDERELLA GIRLS 7thLIVE TOUR Special 3chord♪」に合わせて発売されるCDシリーズ。収録曲として各公演のテーマ曲がボーナストラックとして収録されるほか、本シリーズ用に書き下ろされた新曲2曲が収録される。

## for the Pops!
2019年11月13日発売。
同年9月3日・4日に幕張メッセで開催された「Special 3chord♪ Comical Pops!」のテーマ曲「comic cosmic」のほか、新曲2曲収録。
CDジャケットのイラストは『アイドルマスターシンデレラガールズ』の他のCDと同様、イラストレーターのくろごまが担当した。ジャケットイラストには「不埒なCANVAS」の歌唱メンバーである輿水幸子、塩見周子、相葉夕美が描かれている。
収録曲
1. 不埒なCANVAS
歌：輿水幸子（竹達彩奈）、塩見周子（ルゥティン）、相葉夕美（木村珠莉）
作詞：只野菜摘、作曲・編曲：烏屋茶房
2. 印象
歌：浜口あやめ（田澤茉純）、白菊ほたる（天野聡美）、三船美優（原田彩楓）
作詞：烏屋茶房、作曲・編曲：篠崎あやと
3. 不埒なCANVAS オリジナル・カラオケ
4. 印象 オリジナル・カラオケ
5. comic cosmic（M@STER VERSION）
歌：佐久間まゆ（牧野由依）、久川颯（長江里加）、中野有香（下地紫野）、佐々木千枝（今井麻夏）、堀裕子（鈴木絵理）
作詞：只野菜摘、作曲・編曲：篠崎あやと・橘亮祐
6. comic cosmic（M@STER VERSION） オリジナル・カラオケ
7. comic cosmic（GAME VERSION）
歌：佐久間まゆ（牧野由依）、久川颯（長江里加）、中野有香（下地紫野）、佐々木千枝（今井麻夏）、堀裕子（鈴木絵理）

## for the Dance!
2020年2月19日発売。2019年11月9日・10日にナゴヤドームで開催された「Special 3chord♪ Funky Dancing!」のテーマ曲「ミラーボール・ラブ」のほか、新曲2曲収録。ジャケットイラストには「躍るFLAGSHIP」の歌唱メンバーである小日向美穂、佐藤心、北条加蓮が描かれている。
収録曲
1. 躍るFLAGSHIP
歌：小日向美穂（津田美波）、佐藤心（花守ゆみり）、北条加蓮（渕上舞）
作詞：只野菜摘、作曲・編曲：BNSI（ミフメイ）
2. Athanasia
歌：ナターリア（生田輝）、小早川紗枝（立花理香）、白坂小梅（桜咲千依）
作詞・作曲・編曲：DJ'TEKINA//SOMETHING a.k.a ゆよゆっぺ
3. 躍るFLAGSHIP オリジナル・カラオケ
4. Athanasia オリジナル・カラオケ
5. ミラーボール・ラブ（M@STER VERSION）
歌：宮本フレデリカ（髙野麻美）、棟方愛海（藤本彩花）、及川雫（のぐちゆり）、荒木比奈（田辺留依）、姫川友紀（杜野まこ）
作詞：MCTC、作曲・編曲：TAKU INOUE
6. ミラーボール・ラブ（M@STER VERSION） オリジナル・カラオケ
7. ミラーボール・ラブ（GAME VERSION）
歌：宮本フレデリカ（髙野麻美）、棟方愛海（藤本彩花）、及川雫（のぐちゆり）、荒木比奈（田辺留依）、姫川友紀（杜野まこ）

## for the Rock!
2020年7月1日発売。同年2月15日・16日に京セラドーム大阪で開催された「Special 3chord♪ Glowing Rock!」のテーマ曲「Unlock Starbeat」のほか、新曲2曲収録。ジャケットイラストには「イケナイGO AHEAD」の歌唱メンバーである櫻井桃華、橘ありす、村上巴が描かれている。
収録曲
1. イケナイGO AHEAD
歌：櫻井桃華（照井春佳）、橘ありす（佐藤亜美菜）、村上巴（花井美春）
作詞：只野菜摘、作曲・編曲：やいり
2. Driving My Way
歌：黒埼ちとせ（佐倉薫）、松永涼（千菅春香）、木村夏樹（安野希世乃）
作詞：AJURIKA、作曲：山本真央樹、編曲：山本真央樹・小栢伸五
3. イケナイGO AHEAD オリジナル・カラオケ
4. Driving My Way オリジナル・カラオケ
5. Unlock Starbeat（M@STER VERSION）
歌：星輝子（松田颯水）、白雪千夜（関口理咲）、神崎蘭子（内田真礼）、五十嵐響子（種﨑敦美）、多田李衣菜（青木瑠璃子）
作詞：磯谷佳江、作曲・編曲：IMAJO（PSYCHIC LOVER）
6. Unlock Starbeat（M@STER VERSION） オリジナル・カラオケ
7. Unlock Starbeat（GAME VERSION）
歌：星輝子（松田颯水）、白雪千夜（関口理咲）、神崎蘭子（内田真礼）、五十嵐響子（種﨑敦美）、多田李衣菜（青木瑠璃子）